# Parafia św. Mikołaja w Bazylei
Parafia św. Mikołaja – prawosławna parafia w Bazylei, należąca do eparchii brytyjskiej i zachodnioeuropejskiej Rosyjskiego Kościoła Prawosławnego poza granicami Rosji. Obecnie jest jedną z sześciu parafii podlegających temu kościołowi na terytorium Szwajcarii. Językiem liturgicznym parafii jest cerkiewnosłowiański. 